# Daniela Georgiewa
Daniela Georgiewa (bulgarisch Даниела Георгиева, engl. Transkription Daniela Georgieva, geb. Спасова – Spassowa – Spasova; * 22. September 1969 in Sofia) ist eine ehemalige bulgarische Sprinterin, die sich auf den 400-Meter-Lauf spezialisiert hatte.
Bei den Leichtathletik-Europameisterschaften 1994 in Helsinki wurde sie Siebte. 1995 gewann sie Bronze bei den Hallenweltmeisterschaften in Barcelona und erreichte bei den Weltmeisterschaften in Göteborg das Halbfinale.
1996 wurde sie bei einer Dopingkontrolle positiv auf Methenolon getestet. Die vierjährige Sperre wegen dieses Verstoßes gegen die Dopingbestimmungen wurde später auf zwei Jahre reduziert.
2000 wurde sie bei den Halleneuropameisterschaften in Gent disqualifiziert, nachdem sie Claudia Marx zu Fall gebracht hatte. Bei den Olympischen Spielen in Sydney schied sie im Vorlauf aus.
Mit ihrem Ehemann Stanislaw zog sie 2001 in die Vereinigten Staaten, wo sie als Trainerin an der University of Missouri tätig ist.

## Persönliche Bestzeiten
- 400 m: 50,25 s, 20. Mai 1995, Sofia
  - Halle: 51,74 s, 4. Februar 1995, Sofia